# 新田小金井町
新田小金井町（にったこがないちょう）は、群馬県太田市にある地名（町丁）。郵便番号は370-0303。

## 概要
生品地区にある町丁。

## 地理

### 新田小金井町内の区
新田小金井町（生品地区）の行政区の一覧。
| 地区     | 行政区   | 読み           | 区域               |
| -------- | -------- | -------------- | ------------------ |
| 生品地区 | 北小金井 | きたこがねい   | 新田小金井町の一部 |
| 生品地区 | 南小金井 | みなみこがねい | 新田小金井町の一部 |

### 近隣町丁
- 新田小金町
- 沖野町
- 別所町
- 脇屋町
- 寺井町
- 天良町
- 新田天良町

## 世帯数と人口
2022年（令和4年）3月31日現在の世帯数と人口は以下の通りである。
| 町丁         | 世帯数  | 人口   |
| ------------ | ------- | ------ |
| 新田小金井町 | 647世帯 | 1589人 |

## 小・中学校の学区
市立小・中学校に通う場合、学区は以下の通りとなる。
| 番地                       | 小学校             | 中学校             |
| -------------------------- | ------------------ | ------------------ |
| 小金井南、小金井北（全域） | 太田市立生品小学校 | 太田市立生品中学校 |

## 交通

### 鉄道
町内に鉄道は通っていない。

### 道路
- 群馬県道2号前橋館林線
- 栃木県道・群馬県道39号足利伊勢崎線
- 群馬県道78号太田大間々線
- 群馬県道332号桐生新田木崎線

## 施設
- セブンイレブン上州太田店
- ローソン太田新田小金井町店
- 小金井公園